# 李布德
李布德（1919年9月—2017年12月13日），四川营山人，中国人民解放军将领、中国人民解放军开国少将。

## 生平
1937年，参加中国共产党。早年历任通信员、文书、译电员等职，参加了嘉陵江、天芦等战役战斗，参加了长征。抗日战争时期，他历任政治指导员、政治教导员、组织股长、支队政治委员、团政治委员等职，参加了察南等战役战斗。第二次国共内战时期，他历任旅政治部副主任、主任，师政治部主任、政治委员等职，参加了平津、太原等战役战斗。中华人民共和国成立后，他历任师政治委员，军政治部副主任、主任、副政治委员、政治委员等职，参加了朝鲜战争，任中国人民志愿军67军199师政委。1955年，授予中国人民解放军少将。2017年12月13日，在北京逝世，享年99岁。